# Winning Back His Love
Winning Back His Love è un cortometraggio del 1910 diretto da David W. Griffith.

## Trama
La sbandata sentimentale di un marito viene recuperata dalla moglie, che finge di avere anche lei un amante (in effetti, è un caro amico). Il marito, geloso, torna da lei.

## Produzione
Prodotto dalla Biograph Company, venne girato a Westfield nel New Jersey negli studios della Biograph, dall'1 al 3 novembre.

## Distribuzione
Fu distribuito dalla General Film Company: il film - un cortometraggio di una bobina - uscì nelle sale cinematografiche statunitensi il 26 dicembre 1910.

### Critica
"Il lavoro della macchina da presa è ordinario, a parte nella scena del ristorante dove si propone il confronto tra due coppie: la moglie tradita e afflitta con il suo accompagnatore e il marito dongiovanni con un'attricetta. Griffith passa da una coppia all'altra, usando per le due inquadrature un piano medio e va, tra i due gruppi, avanti e indietro per otto volte. Ogni volta, l'eccitazione mostrata da moglie e marito cresce di intensità".